# Ronde van Frankrijk 2018

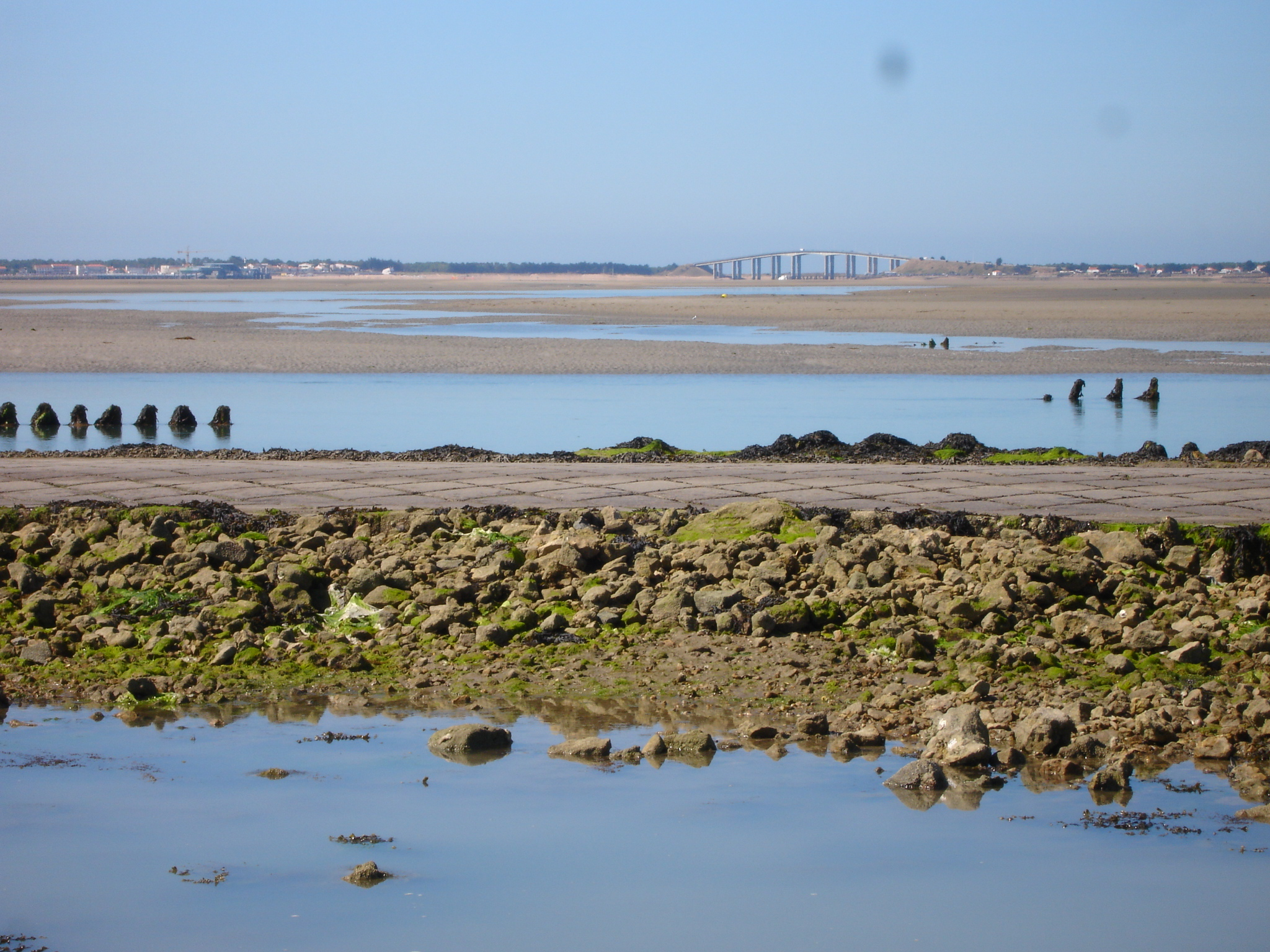
Het peloton nam in de eerste etappe de verderop gelegen brug in plaats van de Passage du Gois op de voorgrond.

De 105de editie van de Ronde van Frankrijk was een meerdaagse wielerwedstrijd en werd verreden van 7 tot en met 29 juli 2018. De drie weken durende Grote Ronde ging van start in het Franse departement Vendée (regio Pays de la Loire) en eindigde traditiegetrouw op de Champs-Élysées in Parijs.

## Vooraf
Normaal zou de Tour een week eerder van start gaan, op 30 juni, maar de organisatie wilde vermijden dat de Tour te veel samenviel met het wereldkampioenschap voetbal.
Titelverdediger Chris Froome kreeg een week voor de start via zijn team van tourorganisator A.S.O. te horen dat hij geen startrecht zou krijgen. A.S.O. beriep zich op zijn afwijkende salbutamolwaarden bij dopingcontrole in de Vuelta 2017, die hij ook won. De organisator baseerde zich op artikel 28 van het reglement van de internationale wielerbond UCI. Dat zegt dat de organisator "zich uitdrukkelijk het recht behoudt om een deelname te weigeren van een team of een van zijn leden wiens aanwezigheid het imago of de reputatie van de A.S.O. of het evenement zou kunnen schaden". Op maandag 2 juli 2018 kwam de mededeling dat de UCI afzag van vervolging, waardoor er voor de organisator geen reden meer was om Froome het startrecht te ontzeggen.

## Deelnemers
Voor het eerst sinds 1987 werd het aantal renners per team teruggeschroefd. Sindsdien bestond elke deelnemende ploeg uit negen renners, in deze editie mochten er nog maar acht worden opgesteld.
| 18 UCI World Tour-ploegen | 18 UCI World Tour-ploegen | 18 UCI World Tour-ploegen | 4 wildcards                |
| ------------------------- | ------------------------- | ------------------------- | -------------------------- |
| AG2R La Mondiale          | EF Education First-Drapac | Mitchelton-Scott          | Cofidis, Solutions Crédits |
| Astana                    | Groupama-FDJ              | Quick-Step Floors         | Direct Énergie             |
| Bahrein-Merida            | Team Katjoesja Alpecin    | Team Sky                  | Team Fortuneo-Samsic       |
| BMC Racing Team           | LottoNL-Jumbo             | Sunweb                    | Wanty-Groupe Gobert        |
| BORA-hansgrohe            | Lotto Soudal              | Trek-Segafredo            |                            |
| Dimension Data            | Movistar                  | UAE Team Emirates         |                            |
|                           |                           |                           |                            |
|                           |                           |                           |                            |

## Etappe-overzicht
De eerste etappe (Noirmoutier-en-l'Île – Fontenay-le-Comte) voerde niet over de Passage du Gois, berucht vanwege een grote valpartij in de editie van 1999. Het wegdek is er doorgaans glad, doordat het tijdens hoog water onder water ligt. De renners namen de brug. De derde etappe (Cholet – Cholet) is een 35,5 kilometer lange ploegentijdrit. Deze discipline werd voor het laatst in de editie van 2015 opgenomen. De rest van het parcours werd op 17 oktober 2017 bekendgemaakt.
| Datum   | Etappe                 | Start – finish                              | Afstand (km)           | Type                   | Winnaar                                                                                    | Ploeg                                                                                      | Klassementsleider      |
| ------- | ---------------------- | ------------------------------------------- | ---------------------- | ---------------------- | ------------------------------------------------------------------------------------------ | ------------------------------------------------------------------------------------------ | ---------------------- |
| 7 juli  | 1                      | Noirmoutier-en-l'Île – Fontenay-le-Comte    | 201                    | Vlakke rit             | Fernando Gaviria                                                                           | Quick-Step Floors                                                                          | Fernando Gaviria       |
| 8 juli  | 2                      | Mouilleron-Saint-Germain – La Roche-sur-Yon | 182,5                  | Vlakke rit             | Peter Sagan                                                                                | BORA-hansgrohe                                                                             | Peter Sagan            |
| 9 juli  | 3                      | Cholet – Cholet                             | 35,5                   | Ploegentijdrit         | BMC Racing Team (Porte, Bevin, Caruso, Gerrans, Küng, Schär, Van Avermaet en Van Garderen) | BMC Racing Team (Porte, Bevin, Caruso, Gerrans, Küng, Schär, Van Avermaet en Van Garderen) | Greg Van Avermaet      |
| 10 juli | 4                      | La Baule – Sarzeau                          | 195                    | Vlakke rit             | Fernando Gaviria                                                                           | Quick-Step Floors                                                                          | Greg Van Avermaet      |
| 11 juli | 5                      | Lorient – Quimper                           | 204,5                  | Heuvelrit              | Peter Sagan                                                                                | BORA-hansgrohe                                                                             | Greg Van Avermaet      |
| 12 juli | 6                      | Brest – Mûr-de-Bretagne                     | 181                    | Heuvelrit              | Daniel Martin                                                                              | UAE Team Emirates                                                                          | Greg Van Avermaet      |
| 13 juli | 7                      | Fougères – Chartres                         | 231                    | Vlakke rit             | Dylan Groenewegen                                                                          | Team LottoNL-Jumbo                                                                         | Greg Van Avermaet      |
| 14 juli | 8                      | Dreux – Amiens                              | 181                    | Vlakke rit             | Dylan Groenewegen                                                                          | Team LottoNL-Jumbo                                                                         | Greg Van Avermaet      |
| 15 juli | 9                      | Arras – Roubaix                             | 156,5                  | Heuvelrit (kasseien)   | John Degenkolb                                                                             | Trek-Segafredo                                                                             | Greg Van Avermaet      |
| 16 juli | Rustdag in Annecy      | Rustdag in Annecy                           | Rustdag in Annecy      | Rustdag in Annecy      | Rustdag in Annecy                                                                          | Rustdag in Annecy                                                                          | Rustdag in Annecy      |
| 17 juli | 10                     | Annecy – Le Grand-Bornand                   | 158,5                  | Bergrit                | Julian Alaphilippe                                                                         | Quick-Step Floors                                                                          | Greg Van Avermaet      |
| 18 juli | 11                     | Albertville – La Rosière                    | 108,5                  | Bergrit                | Geraint Thomas                                                                             | Team Sky                                                                                   | Geraint Thomas         |
| 19 juli | 12                     | Bourg-Saint-Maurice – Alpe d'Huez           | 175,5                  | Bergrit                | Geraint Thomas                                                                             | Team Sky                                                                                   | Geraint Thomas         |
| 20 juli | 13                     | Le Bourg-d'Oisans – Valence                 | 169,5                  | Vlakke rit             | Peter Sagan                                                                                | BORA-hansgrohe                                                                             | Geraint Thomas         |
| 21 juli | 14                     | Saint-Paul-Trois-Châteaux – Mende           | 188                    | Heuvelrit              | Omar Fraile                                                                                | Astana Pro Team                                                                            | Geraint Thomas         |
| 22 juli | 15                     | Millau – Carcassonne                        | 181,5                  | Heuvelrit              | Magnus Cort                                                                                | Astana Pro Team                                                                            | Geraint Thomas         |
| 23 juli | Rustdag in Carcassonne | Rustdag in Carcassonne                      | Rustdag in Carcassonne | Rustdag in Carcassonne | Rustdag in Carcassonne                                                                     | Rustdag in Carcassonne                                                                     | Rustdag in Carcassonne |
| 24 juli | 16                     | Carcassonne – Bagnères-de-Luchon            | 218                    | Bergrit                | Julian Alaphilippe                                                                         | Quick-Step Floors                                                                          | Geraint Thomas         |
| 25 juli | 17                     | Bagnères-de-Luchon – Saint-Lary-Soulan      | 65                     | Bergrit                | Nairo Quintana                                                                             | Movistar Team                                                                              | Geraint Thomas         |
| 26 juli | 18                     | Trie-sur-Baïse – Pau                        | 171                    | Vlakke rit             | Arnaud Démare                                                                              | Groupama-FDJ                                                                               | Geraint Thomas         |
| 27 juli | 19                     | Lourdes – Laruns                            | 200,5                  | Bergrit                | Primož Roglič                                                                              | Team LottoNL-Jumbo                                                                         | Geraint Thomas         |
| 28 juli | 20                     | Saint-Pée-sur-Nivelle – Espelette           | 31                     | Individuele tijdrit    | Tom Dumoulin                                                                               | Team Sunweb                                                                                | Geraint Thomas         |
| 29 juli | 21                     | Houilles – Parijs (Champs Élysées)          | 116                    | Vlakke rit             | Alexander Kristoff                                                                         | UAE Team Emirates                                                                          | Geraint Thomas         |

## Klassementsleiders na elke etappe
| Etappe 0       | Algemeen klassement | Puntenklassement  | Bergklassement     | Jongerenklassement   | Ploegenklassement | Strijdlust         |
| -------------- | ------------------- | ----------------- | ------------------ | -------------------- | ----------------- | ------------------ |
| 1              | Fernando Gaviria    | Fernando Gaviria1 | Kévin Ledanois     | Fernando Gaviria2    | Quick-Step Floors | Yoann Offredo      |
| 2              | Peter Sagan         | Peter Sagan3      | Dion Smith         | Fernando Gaviria2    | Quick-Step Floors | Sylvain Chavanel   |
| 3              | Greg Van Avermaet   | Peter Sagan3      | Dion Smith         | Søren Kragh Andersen | Quick-Step Floors | niet uitgereikt    |
| 4              | Greg Van Avermaet   | Peter Sagan3      | Dion Smith         | Søren Kragh Andersen | Quick-Step Floors | Jérôme Cousin      |
| 5              | Greg Van Avermaet   | Peter Sagan3      | Toms Skujiņš       | Søren Kragh Andersen | Quick-Step Floors | Toms Skujiņš       |
| 6              | Greg Van Avermaet   | Peter Sagan3      | Toms Skujiņš       | Søren Kragh Andersen | Quick-Step Floors | Damien Gaudin      |
| 7              | Greg Van Avermaet   | Peter Sagan3      | Toms Skujiņš       | Søren Kragh Andersen | Quick-Step Floors | Laurent Pichon     |
| 8              | Greg Van Avermaet   | Peter Sagan3      | Toms Skujiņš       | Søren Kragh Andersen | Quick-Step Floors | Fabien Grellier    |
| 9              | Greg Van Avermaet   | Peter Sagan3      | Toms Skujiņš       | Søren Kragh Andersen | Quick-Step Floors | Damien Gaudin      |
| 10             | Greg Van Avermaet   | Peter Sagan3      | Julian Alaphilippe | Pierre Latour        | Movistar Team     | Greg Van Avermaet  |
| 11             | Geraint Thomas      | Peter Sagan3      | Julian Alaphilippe | Pierre Latour        | Movistar Team     | Alejandro Valverde |
| 12             | Geraint Thomas      | Peter Sagan3      | Julian Alaphilippe | Pierre Latour        | Movistar Team     | Steven Kruijswijk  |
| 13             | Geraint Thomas      | Peter Sagan3      | Julian Alaphilippe | Pierre Latour        | Movistar Team     | Michael Schär      |
| 14             | Geraint Thomas      | Peter Sagan3      | Julian Alaphilippe | Pierre Latour        | Movistar Team     | Jasper Stuyven     |
| 15             | Geraint Thomas      | Peter Sagan3      | Julian Alaphilippe | Pierre Latour        | Movistar Team     | Rafał Majka        |
| 16             | Geraint Thomas      | Peter Sagan3      | Julian Alaphilippe | Pierre Latour        | Bahrain-Merida    | Philippe Gilbert4  |
| 17             | Geraint Thomas      | Peter Sagan3      | Julian Alaphilippe | Pierre Latour        | Movistar Team     | Tanel Kangert      |
| 18             | Geraint Thomas      | Peter Sagan3      | Julian Alaphilippe | Pierre Latour        | Movistar Team     | Luke Durbridge     |
| 19             | Geraint Thomas      | Peter Sagan3      | Julian Alaphilippe | Pierre Latour        | Movistar Team     | Mikel Landa        |
| 20             | Geraint Thomas      | Peter Sagan3      | Julian Alaphilippe | Pierre Latour        | Movistar Team     | niet uitgereikt    |
| 21             | Geraint Thomas      | Peter Sagan3      | Julian Alaphilippe | Pierre Latour        | Movistar Team     | niet uitgereikt    |
| Eindklassement | Geraint Thomas      | Peter Sagan       | Julian Alaphilippe | Pierre Latour        | Movistar Team     | Daniel Martin      |

- 1 De groene trui werd in de tweede etappe gedragen door Marcel Kittel die in het puntenklassement derde stond achter leider Fernando Gaviria en Peter Sagan, drager van de regenboogtrui.
- 2 De witte trui werd in de tweede etappe gedragen door Dylan Groenewegen die in het jongerenklassement tweede stond achter Fernando Gaviria.
- 3 De groene trui werd in de derde etappe gedragen door Alexander Kristoff die in het puntenklassement derde stond achter leider Peter Sagan en Fernando Gaviria, drager van de witte trui.
- 4 Het rode rugnummer werd in de zeventiende etappe niet gedragen omdat Philippe Gilbert in deze etappe niet van start ging.

## Waarderingen
De waardering van de prestaties voor de verschillende klassementen is als volgt:
Gele trui
De renner met de snelste totaaltijd van alle gereden etappes draagt de gele trui.
Tijdsaftrek is te verdienen aan de finish van iedere etappe, met uitzondering van de tijdritten. Voor de eerste renners die over de streep komen zijn dit resp. 10, 6 en 4 seconden.
Daarnaast zijn in de eerste negen etappes (de ploegentijdrit uitgezonderd) gedurende de rit resp. 3, 2 en 1 seconden te verdienen op het bonuspunt. Bij deze tussensprint zijn geen punten voor de groene trui te verdienen.
Witte trui
Voor dit klassement komen alle renners in aanmerking die op 1 januari 2018 niet ouder dan 25 waren. De renner met de snelste totaaltijd van alle gereden etappes draagt de witte trui.
Ploegenklassement
Voor dit klassement wordt steeds de tijd van de eerste drie renners van een ploeg per etappe opgeteld. de ploeg met de snelste totaaltijd is te herkennen aan een geel rugnummer en gele helm.
Groene trui
De renner met de meeste punten in het sprintklassement draagt de groene trui. Bij normale etappes zijn de volgende punten te verdienen voor de eerste renners die de finish passeren:
etappes zonder bijzondere moeilijkheden (etappe 1, 2, 4, 7, 8, 13, 18, 21) resp. 50, 30, 20, 18, 16, 14, 12, 10, 8, 7, 6, 5, 4, 3, 2 punten
etappes met heuvelachtig parcours (etappe 5, 6, 14, 15, 16) resp. 30, 25, 22, 19, 17, 15, 13, 11, 9, 7, 6, 5, 4, 3, 2 punten
etappes met grote moeilijkheden (etappe 10, 11, 12, 17, 19) resp. 20, 17, 15, 13, 11, 10, 9, 8, 7, 6, 5, 4, 3, 2, 1 punten
individuele tijdrit (etappe 20) resp. 20, 17, 15, 13, 11, 10, 9, 8, 7, 6, 5, 4, 3, 2, 1 punten
Gedurende de etappe is bij iedere tussensprint respectievelijk 20, 17, 15, 13, 11, 10, 9, 8, 7, 6, 5, 4, 3, 2, 1 punten te verdienen
Bolletjestrui
De renner met de meeste punten in het bergklassement draagt de bolletjestrui. De volgende punten zijn te verdienen door de eerste renners die over de top van een beklimming komen:
buitencategorie resp. 20, 15, 12, 10, 8, 6, 4, 2 punten
eerste categorie resp. 10, 8, 6, 4, 2, 1 punten
tweede categorie resp. 5, 3, 2, 1 punten
derde categorie resp. 2, 1 punten
vierde categorie resp. 1 punt
Bij de drie etappes in de Pyreneeën worden de punten voor de laatste beklimming van de dag verdubbeld: col du Portillon (cat. 1), col de Portet (buitencat.) en col d'Aubisque (buitencat.)
Rode rugnummer
De meest aanvallende renner in een etappe draagt in de volgende etappe een rood rugnummer. Deze prijs wordt toegekend door een jury. In de laatste etappe wordt door deze jury de meest aanvallende renner van de gehele ronde gekozen.
Prijzengeld
Het totale prijzengeld voor deze Ronde van Frankrijk is € 2.287.750,-. De uiteindelijke winnaar ontvangt €500.000,-.

## Eindklassementen

### Algemeen klassement
| Plaats    | Naam              | Ploeg                  | Tijd      |
| --------- | ----------------- | ---------------------- | --------- |
| Gele trui | Geraint Thomas    | Team Sky               | 83u17'13" |
| 2         | Tom Dumoulin      | Team Sunweb            | +1'51"    |
| 3         | Chris Froome      | Team Sky               | +2'24"    |
| 4         | Primož Roglič     | Team LottoNL-Jumbo     | +3'22"    |
| 5         | Steven Kruijswijk | Team LottoNL-Jumbo     | +6'08"    |
| 6         | Romain Bardet     | AG2R La Mondiale       | +6'57"    |
| 7         | Mikel Landa       | Movistar Team          | +7'37"    |
| 8         | Daniel Martin     | UAE Team Emirates      | +9'05"    |
| 9         | Ilnoer Zakarin    | Team Katjoesja Alpecin | +12'37"   |
| 10        | Nairo Quintana    | Movistar Team          | +14'18"   |
|           |                   |                        |           |
| 28        | Greg Van Avermaet | BMC Racing Team        | +1u10'14" |

### Nevenklassementen
| Puntenklassement |                    |                   |        |
| Plaats           | Naam               | Ploeg             | Punten |
| Groene trui      | Peter Sagan        | BORA-hansgrohe    | 477    |
| 2                | Alexander Kristoff | UAE Team Emirates | 246    |
| 3                | Arnaud Démare      | Groupama-FDJ      | 203    |
|                  |                    |                   |        |
| 6                | Greg Van Avermaet  | BMC Racing Team   | 134    |
| 15               | Tom Dumoulin       | Team Sunweb       | 75     |

| Bergklassement |                    |                      |        |
| Plaats         | Naam               | Ploeg                | Punten |
| Bolletjestrui  | Julian Alaphilippe | Quick-Step Floors    | 170    |
| 2              | Warren Barguil     | Team Fortuneo-Samsic | 91     |
| 3              | Rafał Majka        | BORA-hansgrohe       | 76     |
|                |                    |                      |        |
| 5              | Tom Dumoulin       | Team Sunweb          | 63     |
| 23             | Greg Van Avermaet  | BMC Racing Team      | 15     |

| Jongerenklassement |                  |                     |           |
| Plaats             | Naam             | Ploeg               | Tijd      |
| Witte trui         | Pierre Latour    | AG2R La Mondiale    | 83u39'26" |
| 2                  | Egan Bernal      | Team Sky            | +5'39"    |
| 3                  | Guillaume Martin | Wanty-Groupe Gobert | +22'05"   |
|                    |                  |                     |           |
| 6                  | Antwan Tolhoek   | Team LottoNL-Jumbo  | +1u16'48" |
| 24                 | Jasper De Buyst  | Lotto Soudal        | +3u46'41" |

| Ploegenklassement |                    |            |
| Plaats            | Ploeg              | Tijd       |
|                   | Movistar Team      | 250u24'53" |
| 2                 | Bahrain-Merida     | +12'33"    |
| 3                 | Team Sky           | +31'14"    |
|                   |                    |            |
| 4                 | Team LottoNL-Jumbo | +47'24"    |
| 9                 | Quick-Step Floors  | +3u06'17"  |

## Trivia
In de eerste etappe liep Lawson Craddock bij een val een breuk in zijn schouderblad op. Omdat hij in deze tour via een sponsoractie geld op wilde halen voor een goed doel, reed Craddock de tour ondanks deze blessure helemaal uit. Hij stond van de eerste tot en met de laatste etappe als laatste in het algemeen klassement, iets dat nog niet eerder voorgekomen was, maar haalde 167.000 euro op.
1e etappe ·
2e etappe ·
3e etappe ·
4e etappe ·
5e etappe ·
6e etappe ·
7e etappe ·
8e etappe ·
9e etappe ·
10e etappe ·
11e etappe ·
12e etappe ·
13e etappe ·
14e etappe ·
15e etappe ·
16e etappe ·
17e etappe ·
18e etappe ·
19e etappe ·
20e etappe ·
21e etappe
Startlijst · Eindstanden · Afbeeldingen
 Tour Down Under ·
 Great Ocean Road Race ·
 Ronde van Abu Dhabi ·
 Omloop Het Nieuwsblad ·
 Strade Bianche ·
 Parijs-Nice · 
 Tirreno-Adriatico · 
 Milaan-San Remo ·
 Ronde van Catalonië ·
 Gent-Wevelgem ·
 Dwars door Vlaanderen ·
 E3 Harelbeke ·
 Ronde van Vlaanderen ·
 Ronde van het Baskenland ·
 Parijs-Roubaix ·
 Amstel Gold Race ·
 Waalse Pijl ·
 Luik-Bastenaken-Luik ·
 Ronde van Romandië ·
 Eschborn-Frankfurt ·
 Ronde van Italië ·
 Ronde van Californië ·
 Critérium du Dauphiné ·
 Ronde van Zwitserland ·
 Ronde van Frankrijk ·
 RideLondon Classic ·
 Clásica San Sebastián ·
 Ronde van Polen ·
  BinckBank Tour ·
 Ronde van Spanje ·
 EuroEyes Cyclassics ·
 Bretagne Classic ·
 GP van Quebec ·
 GP van Montreal ·
 Ronde van Lombardije ·
 Ronde van Turkije ·
 Ronde van Guangxi
 winnaars gele trui · 
 puntenklassement · 
 bergklassement · 
 jongerenklassement · 
 tussensprintklassement · 
 combinatieklassement · 
 ploegenklassement · 
 strijdlust · 
rode lantaarn
records · meeste deelnames · ranglijst etappewinnaars · bekende beklimmingen · valpartijen · dopinggevallen · Grand Départ · Souvenir Henri Desgrange
1903 · 
1904 · 
1905 · 
1906 · 
1907 · 
1908 · 
1909 · 
1910 · 
1911 · 
1912 · 
1913 · 
1914 ·
1915 ·
1916 ·
1917 ·
1918 · 
1919 · 
1920 · 
1921 · 
1922 · 
1923 · 
1924 · 
1925 · 
1926 · 
1927 · 
1928 · 
1929 · 
1930 · 
1931 · 
1932 · 
1933 · 
1934 · 
1935 · 
1936 · 
1937 · 
1938 · 
1939 · 
1940 ·
1941 ·
1942 ·
1943 ·
1944 ·
1945 ·
1946 ·
1947 · 
1948 · 
1949 · 
1950 · 
1951 · 
1952 · 
1953 · 
1954 · 
1955 · 
1956 · 
1957 · 
1958 · 
1959 · 
1960 · 
1961 · 
1962 · 
1963 · 
1964 · 
1965 · 
1966 · 
1967 · 
1968 · 
1969 · 
1970 · 
1971 · 
1972 · 
1973 · 
1974 · 
1975 · 
1976 · 
1977 · 
1978 · 
1979 · 
1980 · 
1981 · 
1982 · 
1983 · 
1984 · 
1985 · 
1986 · 
1987 · 
1988 · 
1989 · 
1990 · 
1991 · 
1992 · 
1993 · 
1994 · 
1995 · 
1996 · 
1997 · 
1998 · 
1999 · 
2000 · 
2001 · 
2002 · 
2003 · 
2004 · 
2005 · 
2006 · 
2007 · 
2008 · 
2009 · 
2010 · 
2011 · 
2012 · 
2013 · 
2014 · 
2015 · 
2016 · 
2017 · 
2018 · 
2019 ·
2020 · 
2021 · 
2022 · 
2023 · 
2024 · 
2025